# Dongfeng Race Team

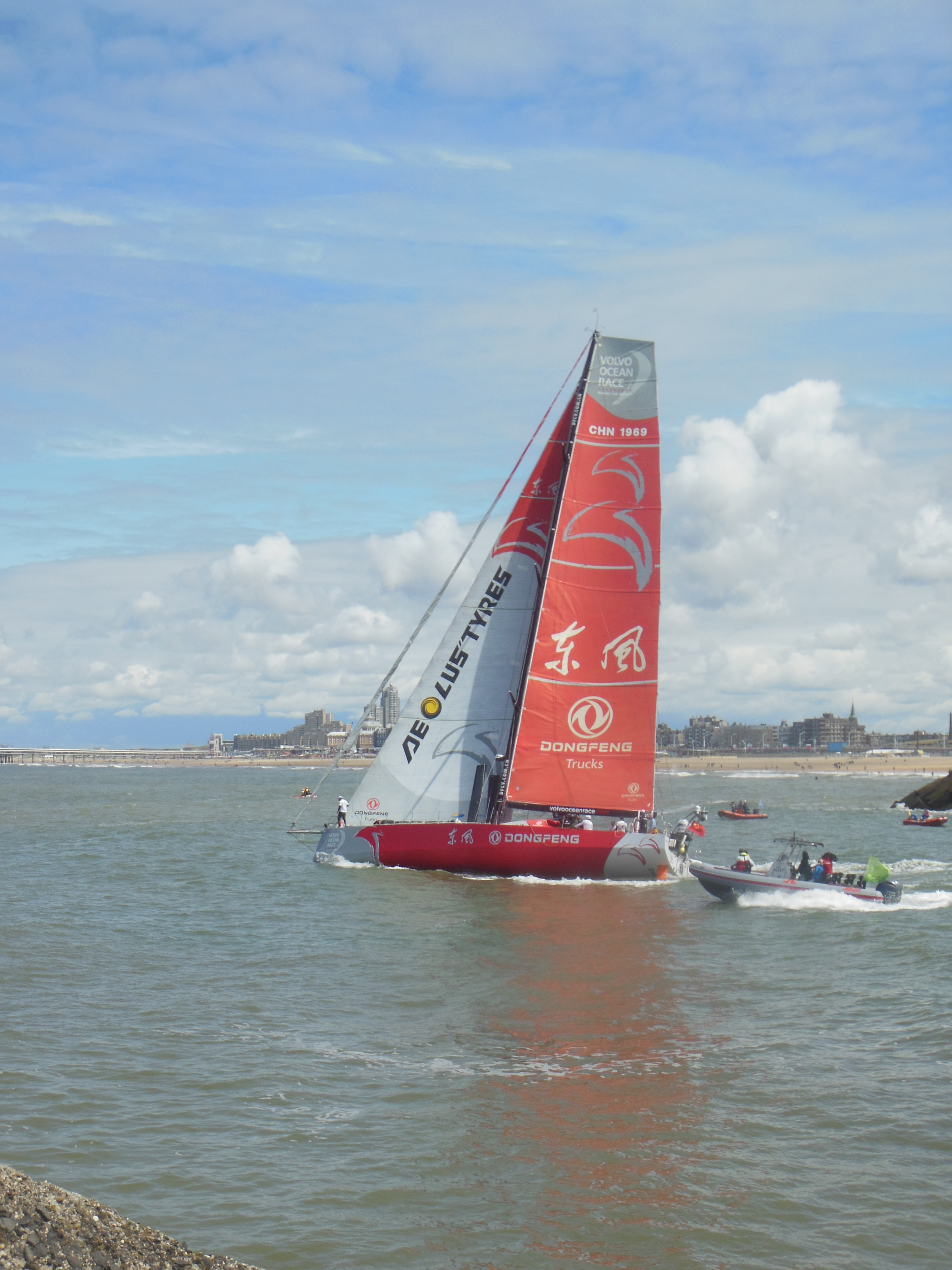
Het jacht van Dongfeng Race Team voor de kust van Scheveningen

Dongfeng Race Team is een Chinees-Frans zeilteam. Het team deed mee aan de Volvo Ocean Race 2014-2015 en won de Volvo Ocean Race 2017-2018.

## Race 2014-2015
Op 30 oktober 2013 werd in Wuhan bekendgemaakt dat Dongfeng Motor Corporation een team zou sponsoren voor deelname aan de Volvo Ocean Race. Daarmee was het het derde bevestigde team van de uiteindelijk zeven boten die aan de race startten. OC Sports, onder leiding van de Fransman Bruno Dubois, leidde de voorbereidingen en de rest van de campagne.
In de daarop volgende periode werd het team samengesteld voor het varen in de Volvo Ocean 65. Charles Caudrelier werd aangesteld als schipper. De boot nam als naam aan CHN 1969.
De eerste twee etappes werd het team tweede. Tijdens de derde etappe, van Abu Dhabi naar Sanya, haalde het zeilteam de eerste plaats. In de etappe waarbij Kaap Hoorn gerond zou worden, moest het team door een mastbreuk nabij Vuurland op motorkracht naar de finish varen. Hierdoor ontving het team een extra strafpunt. De zesde etappe naar het Amerikaanse Newport wist het team weer te winnen, door enkele minuten voor Abu Dhabi Ocean Racing te finishen. Uiteindelijk behaalde het team de derde plaats in het eindklassement.

### Bemanning
Het team bestond uit de volgende bemanningsleden:
| Naam               | Positie          | Nationaliteit    | Geboortedatum    | Eerdere deelnames |
| ------------------ | ---------------- | ---------------- | ---------------- | ----------------- |
| Charles Caudrelier | Schipper         | Frankrijk        | 26 februari 1974 | 1                 |
| Pascal Bidégorry   | Navigator        | Frankrijk        | 15 januari 1968  | 0                 |
| Liu Xue            | Teamlid          | China            | 12 maart 1993    | 0                 |
| Chen Jinhao        | Teamlid          | China            | 15 februari 1992 | 0                 |
| Jiru Yang          | Teamlid          | China            | 14 juli 1990     | 0                 |
| Thomas Rouxel      | Teamlid          | Frankrijk        | 26 november 1982 | 0                 |
| Eric Peron         | Teamlid          | Frankrijk        | 3 april 1981     | 0                 |
| Jack Bouttell      | Teamlid          | Australië        | 18 januari 1991  | 0                 |
| Martin Strömberg   | Trimmer          | Zweden           | 3 april 1982     | 2                 |
| Cheng Ying         | Trimmer          | Hongkong         | 5 december 1980  | 0                 |
| Kevin Escoffier    | Voordekker       | Frankrijk        | 4 april 1980     | 0                 |
| Yann Riou          | Onboard reporter | Frankrijk        | 20 februari 1974 | 1                 |
| Sam Greenfield     | Onboard reporter | Verenigde Staten | 1 maart 1988     | 0                 |

## Race 2017-2018
Het Dongfeng Race Team was het tweede team dat werd aangekondigd als zeilteam voor de editie 2017-2018 van de Volvo Ocean Race, na Team AkzoNobel. Wederom heeft het team Charles Caudrelier als schipper aangesteld.
| Naam               | Positie  | Nationaliteit | Geboortedatum    | Eerdere deelnames |
| ------------------ | -------- | ------------- | ---------------- | ----------------- |
| Charles Caudrelier | Schipper | Frankrijk     | 26 februari 1974 | 2                 |
| Jérémie Beyou      |          | Frankrijk     | 26 juni 1976     | 0                 |
| Stuart Bannatyne   |          | Nieuw-Zeeland | 20 april 1971    | 7                 |
| Daryl Wislang      |          | Nieuw-Zeeland | 20 mei 1981      | 3                 |
| Carolijn Brouwer   |          | Nederland     | 25 juli 1973     | 2                 |
| Marie Riou         |          | Frankrijk     | 21 augustus 1981 | 0                 |
| Liu Xue            | Teamlid  | China         | 12 maart 1993    | 1                 |
| Chen Jinhao        | Teamlid  | China         | 15 februari 1992 | 1                 |
| Jiru Yang          | Teamlid  | China         | 14 juli 1990     | 1                 |